# Prix Lumière/Bester ausländischer Film
Der Prix Lumière in der Kategorie Bester ausländischer Film (Prix Lumière du meilleur film étranger) wurde von 1996 bis 2002 rückwirkend für das vergangene Kinojahr vergeben. Der Preis wurde 2003 durch die Kategorie Bester französischsprachiger Film ersetzt.
| Jahr | Preisträger         | Deutscher Titel                        | Regisseur       | Land                                                        |
| 1996 | Podzemlje           | Underground                            | Emir Kusturica  | Deutschland, Frankreich, Ungarn, Bundesrepublik Jugoslawien |
| 1997 | Il postino          | Der Postmann                           | Michael Radford | Italien                                                     |
| 1998 | Brassed Off         | Brassed Off – Mit Pauken und Trompeten | Mark Herman     | Großbritannien                                              |
| 1999 | La vita è bella     | Das Leben ist schön                    | Roberto Benigni | Italien                                                     |
| 2000 | Todo sobre mi madre | Alles über meine Mutter                | Pedro Almodóvar | Spanien                                                     |
| 2001 | American Beauty     | American Beauty                        | Sam Mendes      | USA                                                         |
| 2002 | Billy Elliot        | Billy Elliot – I Will Dance            | Stephen Daldry  | Großbritannien                                              |